# Lefty Grove
Robert Moses Grove, detto Lefty (Lonaconing, 6 marzo 1900 – Norwalk, 22 maggio 1975), è stato un giocatore di baseball statunitense di ruolo lanciatore nella Major League Baseball (MLB). È stato introdotto nella National Baseball Hall of Fame nel 1947 al suo primo anno di eleggibilità.

## Carriera

### Philadelphia Athletics
Grove nella prima stagione con i Philadelphia Athletics lottò con gli infortuni, terminando con un bilancio di 10-13 (che si sarebbe rivelato l'unico negativo in 17 anni di carriera), malgrado l'avere guidato la lega in strikeout. Grove iniziò a imporsi nel 1926 quando guidò la lega per la lega in media PGL (ERA) con 2.51, la prima volta di una striscia record di nove stagioni consecutive. Nel 1927 ottenne 20 vittorie per la prima volta l'anno seguente guidò l'American League per la prima volta con 24.
Nel 1928, Grove per due volte mandò strike out tre battitori su nove lanci consecutivi: il 23 agosto vi riuscì diventando il terzo giocatore della storia della AL e il settimo assoluto a compiere tale impresa. Il 27 settembre divenne il primo della storia a riuscirvi per due volte. In seguito vi riuscirono solo Sandy Koufax, Randy Johnson e Nolan Ryan, tutti, come lui, membri della Hall of Fame. Grov rimane l'unico ad esservi riuscito nella stessa stagione.
Gli Athletics vinsero il pennant della AL in tre stagioni consecutive (1929-1931), conquistando le World Series nel 1929 e 1930. In quelle tre annate, Grove fu il loro lanciatore di punta, terminando con record di 20-6, 28-5 e 31-4. Nel 1930, Grove guidò la lega in vittorie, ERA (2.06), strikeout (175), percentuale di vittorie, gare complete e shutouts. La sua media PGL di 2.06 era inferiore di 2.32 alla media della lega. Fu premiato come MVP dell'American League nel 1931, uno dei pochi lanciatori a conseguire questo onore.
Gli Athletics rimasero competitivi nelle successive due stagioni, ma terminarono secondi dietro i New York Yankees nel 1932 e terzi dietro i Washington Senators e gli Yankees nel 1933. Il 12 dicembre 1933, il proprietario Connie Mack scambiò Grove, Max Bishop e Rube Walberg coi Boston Red Sox per Bob Kline e Rabbit Warstler e 125.000 dollari.

### Boston Red Sox
Grove non riuscì a dare un grosso contributo durante la sua prima stagione a Boston, con un infortunio al braccio che lo tenne su un record di 8-8. Nel 1935 riuscì a ritrovare la forma, terminando con un bilancio di 20-12 e guidando la lega con 2.70 di ERA, cosa che fece anche nei due anni successivi. Ebbe record di 14-4 nel 1938 e 15-4 nel 1939. Nell'ultima stagione, vinse e perse sette partite, vincendo la sua trecentesima gara il 25 luglio.
Grove si ritirò nel 1941 con un record di 300-141. La sua percentuale di vittorie del 68% è l'ottava di tutti i tempi; tuttavia, nessuno degli atleti che lo precedono ha vinto più di 236 partite. La sua media PGL di 3.06 è la quarta di tutti i tempi tra i lanciatori con almeno mille inning lanciati (dietro a Mariano Rivera, Jim Devlin e Pedro Martinez). Nel 1999, Grove fu inserito da The Sporting News‍ al 23º posto nella classifica dei migliori cento giocatori di tutti i tempi e nello stesso anno fu inserito anche nella formazione del secolo della MLB.

## Palmarès

### Club
- World Series: 2

Oakland Athletics: 1929, 1930

### Individuale
- MVP dell'American League: 1

1931
- MLB All-Star: 6

1933, 1935–1939
- Tripla corona: 2

1930, 1931
- Leader dell'American League in vittorie: 4

1928, 1930, 1931, 1933
- Leader della MLB in media PGL: 9

1926, 1929–1932, 1935, 1936, 1938, 1939
- Leader della MLB in strikeout: 7

1925–1931
- Formazione del secolo della MLB